# ۸۶۷ (خورشیدی)
۸۶۷ هشتصد و شصت و هفتمین سال هجری خورشیدی است.